# Guriahati
Guriahati is een census town in het district Cooch Behar van de Indiase staat West-Bengalen.

## Demografie
Volgens de Indiase volkstelling van 2001 wonen er 18.896 mensen in Guriahati, waarvan 51% mannelijk en 49% vrouwelijk is. De plaats heeft een alfabetiseringsgraad van 73%.